# Cereus gounellei
Xiquexique gounellei (anteriormente Pilosocereus gounellei ou Cereus gounellei), conhecido popularmente como xiquexique, alastrado e xinane, é um cacto característico da caatinga brasileira. O seu caule espinhoso e rico em água desempenha as funções da folha. É cilíndrico-anguloso e se desenvolve em touceiras.

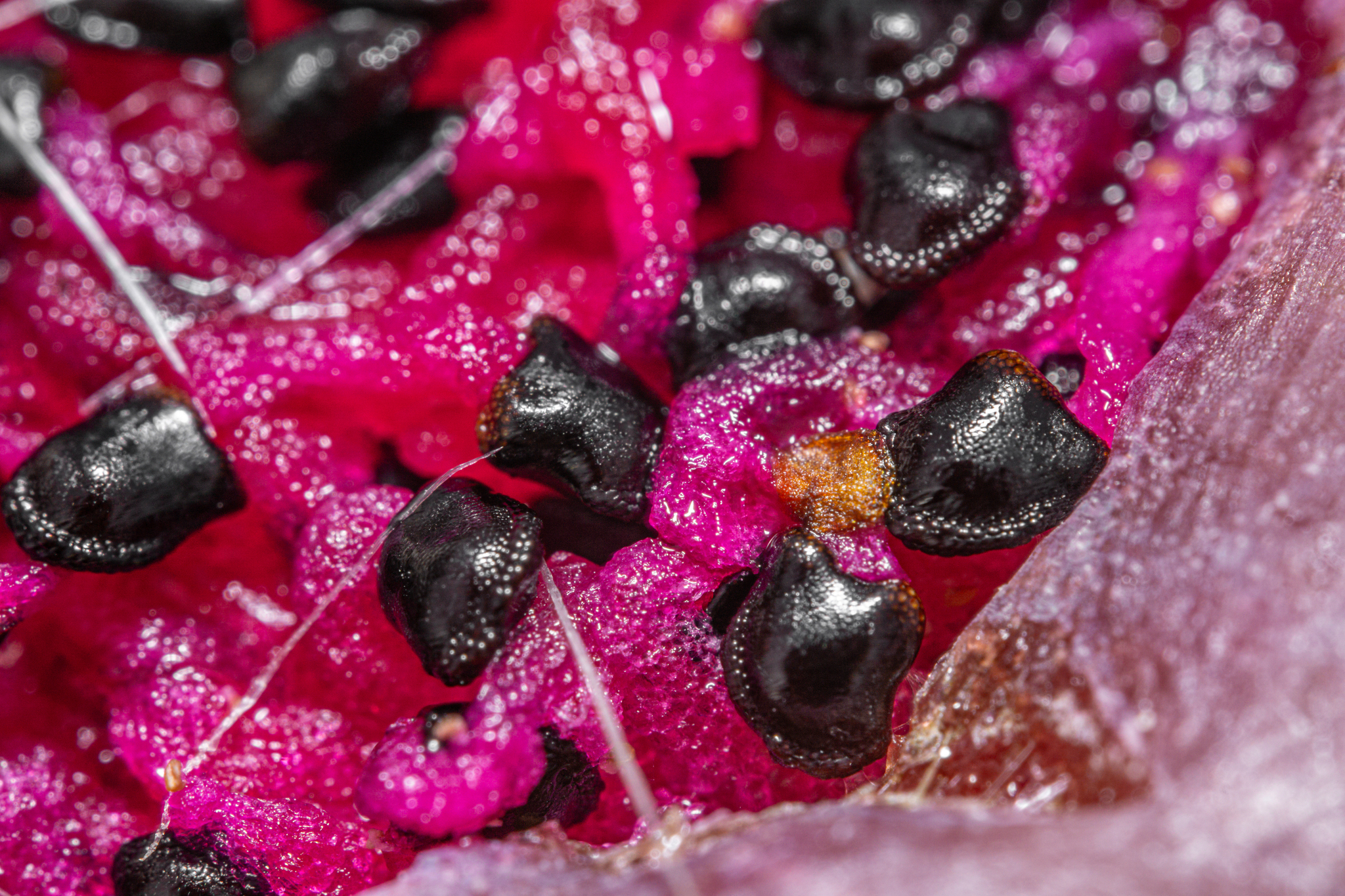
Sementes de Xiquexique gounellei.

## Etimologia
"Xiquexique" é uma palavra com origem nas línguas macro-jês. "Xinane" possui provável origem indígena.